# Калиновка (Тульчинский район)
Калиновка (укр. Калинівка) — село на Украине, находится в Тульчинском районе Винницкой области.
Код КОАТУУ — 0524387002. Население по переписи 2001 года составляет 64 человека. Почтовый индекс — 23622. Телефонный код — 4335.
Занимает площадь 0,27 км².

## Адрес местного совета
23622, Винницкая область, Тульчинский р-н, с. Шура-Копиевская, ул. Ленина, 70